# Consórcio Internacional de Jornalistas Investigativos
O Consórcio Internacional de Jornalistas Investigativos (ICIJ), fundado em 1997 pelo jornalista americano Chuck Lewis, do Center for Public Integrity, é um grupo de 190 jornalistas que, em mais de 65 países, busca desenterrar delitos internacionais, corrupção e abuso de poder.
Em 4 de abril de 2016, o ICIJ compartilhou 11,5 milhões de documentos compilados com mais de uma centena de jornais que expõem negócios secretos em paraísos fiscais (offshore) realizados por poderosos líderes mundiais e celebridades do esporte e do show business.
Em termos de volume, os Panama Papers são provavelmente o maior vazamento de informação confidencial da história, segundo a ICIJ. Os documentos, que envolvem cerca de 214 mil empresas offshore, proveem da firma jurídica Mossack Fonseca, com sede no Panamá e escritórios em mais de 35 países.

## Comitê consultivo
Fazem parte do comitê jornalistas investigativos, entre estes: Bill Kovach, Rosental Calmon Alves, Phillip Knightley, Goenawan Mohamad, Reginald Chua e Brant Houston.

## ICIJ no Brasil
No Brasil o ICIJ tem entre seus membros os jornalistas Natalia Viana, Fernando Rodrigues, Angelina Nunes (ex-O Globo),Marcelo Soares (ex-Folha de S.Paulo), Claudio Tognolli, entre outros.
O ICIJ no Brasil já publicou suas investigações com o UOL, O Globo, Folha de S.Paulo, Poder360, revista piauí e agência Pública.

## Investigações

### Panama Papers
O ICIJ é um dos que investigam os dados do Panama Papers. Os dados divulgados consistem em 11,5 milhões de documentos criados entre a década de 1970 e o início de 2016 pela sociedade de advogados panamenha Mossack Fonseca, que o jornal The Guardian descreve como sendo a quarta maior sociedade de advogados offshore do mundo. Os dados, no valor de 2,6 terabytes, contemplam informação sobre 214 488 entidades offshore relacionadas com governantes e funcionários do governo. Os documentos foram revistos por jornalistas de mais de 80 países. Gerard Ryle, diretor do Consórcio Internacional de Jornalistas de Investigação, anteveu que a fuga será "o maior golpe alguma vez dado ao mundo offshore" devido à amplitude dos documentos envolvidos.

### Operações em Luxemburgo
O escândalo foi revelado por 80 jornalistas de 36 países, que analisaram documentos obtidos pelo ICIJ, mostrando que as empresas economizaram bilhões de dólares que deveriam ser pagos em impostos, através de operações secretas, envolvendo ao menos 343 grandes empresas transnacionais.

### Contas HSBC
Segundo o jornalista brasileiro Fernando Rodrigues, que recebeu do ICIJ a lista de clientes brasileiros do HSBC, as informações sobre essas contas foram passadas às autoridades brasileiras para que seja apurado se houve ilegalidade nessas operações bancárias ou se os valores envolvidos foram devidamente declarados à Receita Federal do Brasil. O Brasil é o 4º país em número de clientes envolvidos.